# 新约外典
新约外典指的是基督教早期众多教徒所写的关于耶稣及其布道、神的本质以及他的门徒布道及生平的作品。其中一些被早期基督教徒当做圣经的一部分引用，但自公元5世纪出现的共识，将新约限制在27本书之内。天主教、东正教和新教教会通常不把新约外典视为圣经正典的一部分。